# Сорок оттенков грусти
«Сорок оттенков грусти» (англ. Forty Shades of Blue) — американский кинофильм режиссёра Айры Сакса, вышедший на экраны в 2005 году. Лента получила Гран-при жюри кинофестиваля Сандэнс за лучшую драму, а исполнительница главной роли Дина Корзун за свою работу номинировалась на премию «Независимый дух».

## Сюжет
Знаменитый музыкальный продюсер Алан Джеймс живёт с русской по происхождению женщиной Лорой, которая намного моложе его. Они не женаты, хотя и растят трёхлетнего сына. Лора знает, что Алан не хранит ей верность, однако готова мириться с этим, считая, что даже такой жизни многие могут позавидовать. Всё меняется, когда в доме появляется Майкл, сын Алана от предыдущего брака. Он хочет обдумать своё положение: у него будет ребёнок, но при этом его брак трещит по швам. Лора и Майкл сразу же находят общий язык, что побуждает женщину задуматься о своём будущем...

## В ролях
- Рип Торн — Алан Джеймс
- Дина Корзун — Лора
- Даррен Берроуз — Майкл Джеймс, сын Алана от предыдущего брака
- Эндрю Лоуренс Хендерсон — Сэм Джеймс, сын Алана и Лоры
- Элизабет Мортон — Синди, сиделка
- Джоэнн Панкоу — тётя Бетти